# Schmiedemuseum in Klaipėda

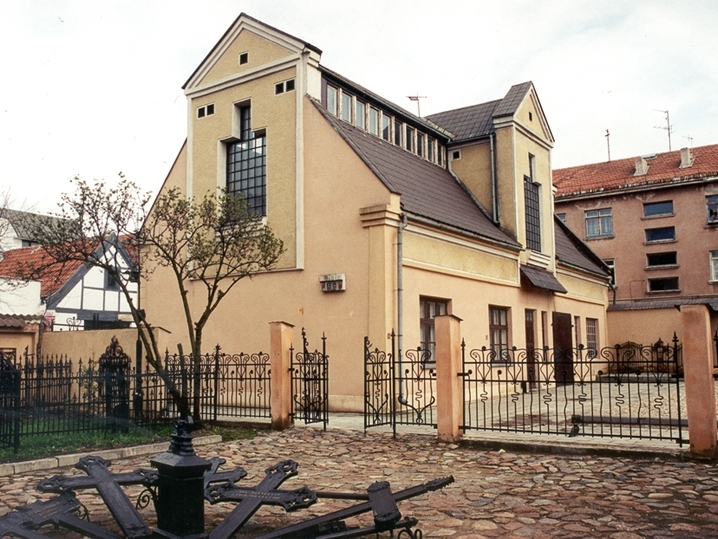
Schmiedemuseum in Klaipėda

Das Schmiedemuseum in Klaipėda (auch Schmiedekunstmuseum genannt; litauisch Kalvystės muziejus) ist eine Zweigstelle des Historischen Museums Kleinlitauen in Klaipėda, Litauen, die in einer ehemaligen Schmiede untergebracht wurde.

## Beschreibung
Ursprünglich war das Schmiedemuseum die Schmiede G. Klackė und F. Grimas in Klaipėda. Im Jahre 1979 wurde das Museum durch den Metallrestaurator Dionizas Varkalis gegründet und 1992 offiziell für Besucher eröffnet. Das kleine Schmiedemuseum zeigt Werkzeuge der ehemaligen Schmieden der Region Klaipėda, eine kleine Auswahl ihrer gefertigten Gegenstände sowie Kreuze, Zäune, Tore und alte Wetterfahnen, die typisch für die Kleinstädte Litauens und den alten Friedhof von Klaipėda sind.

### Galerie

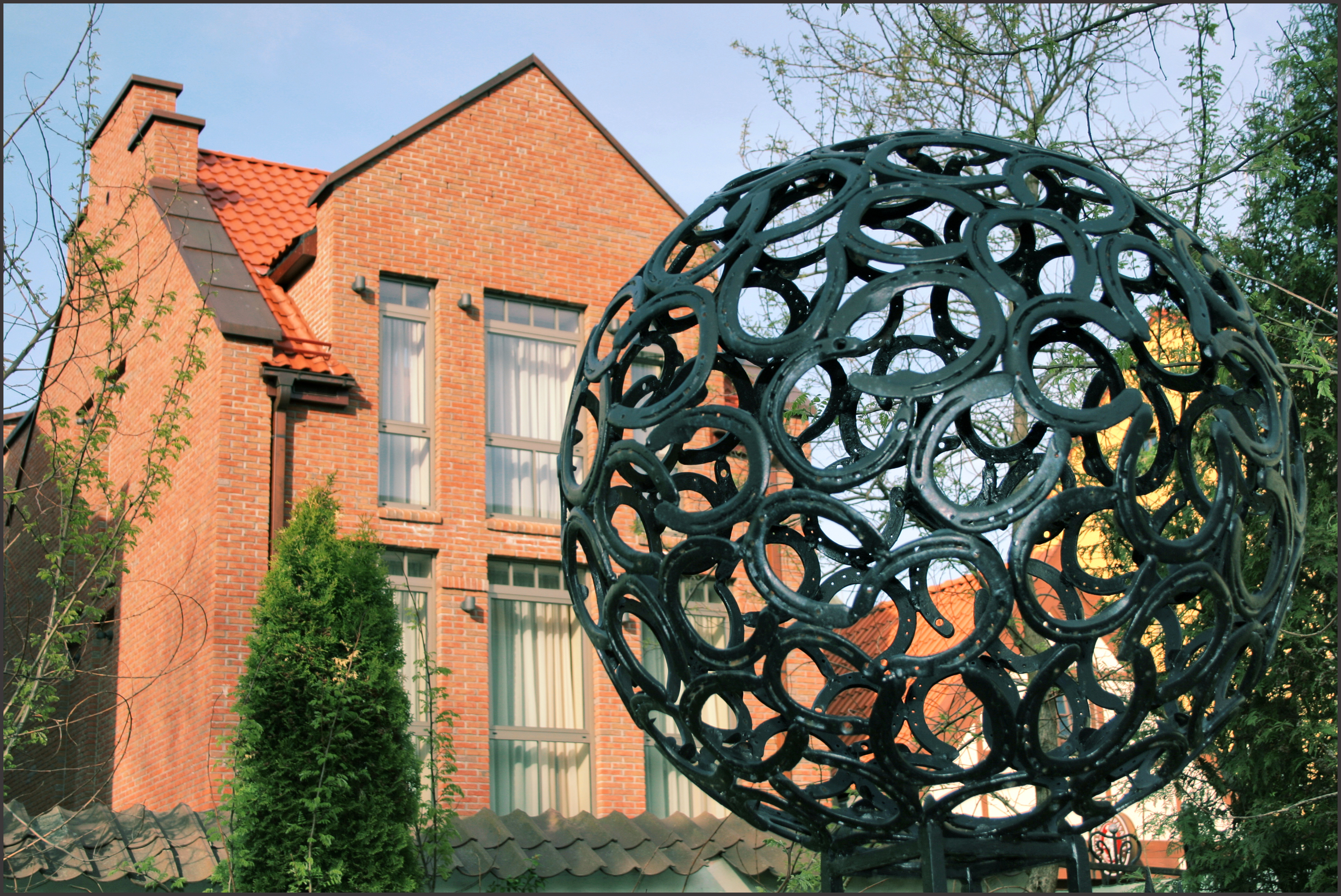
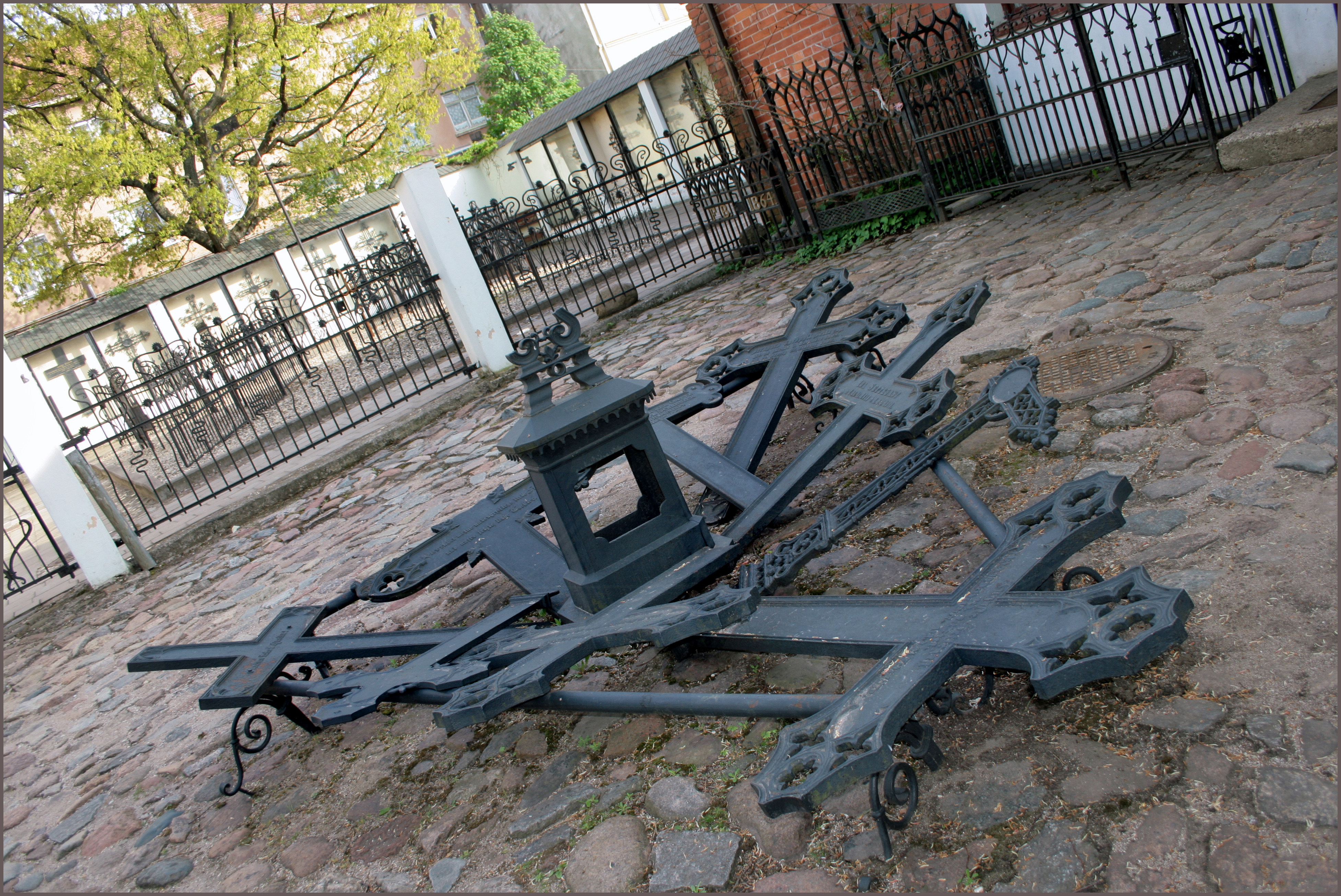
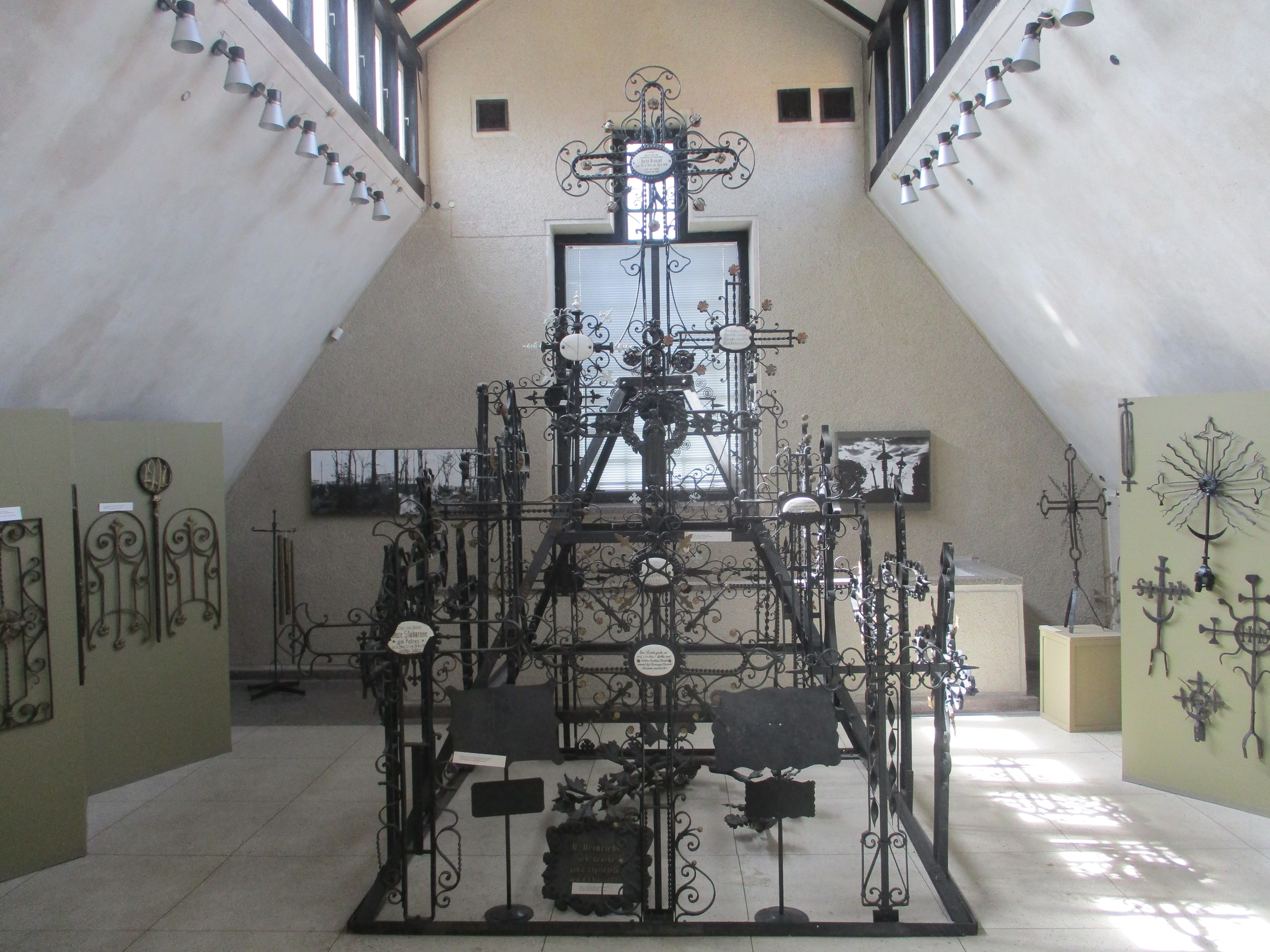
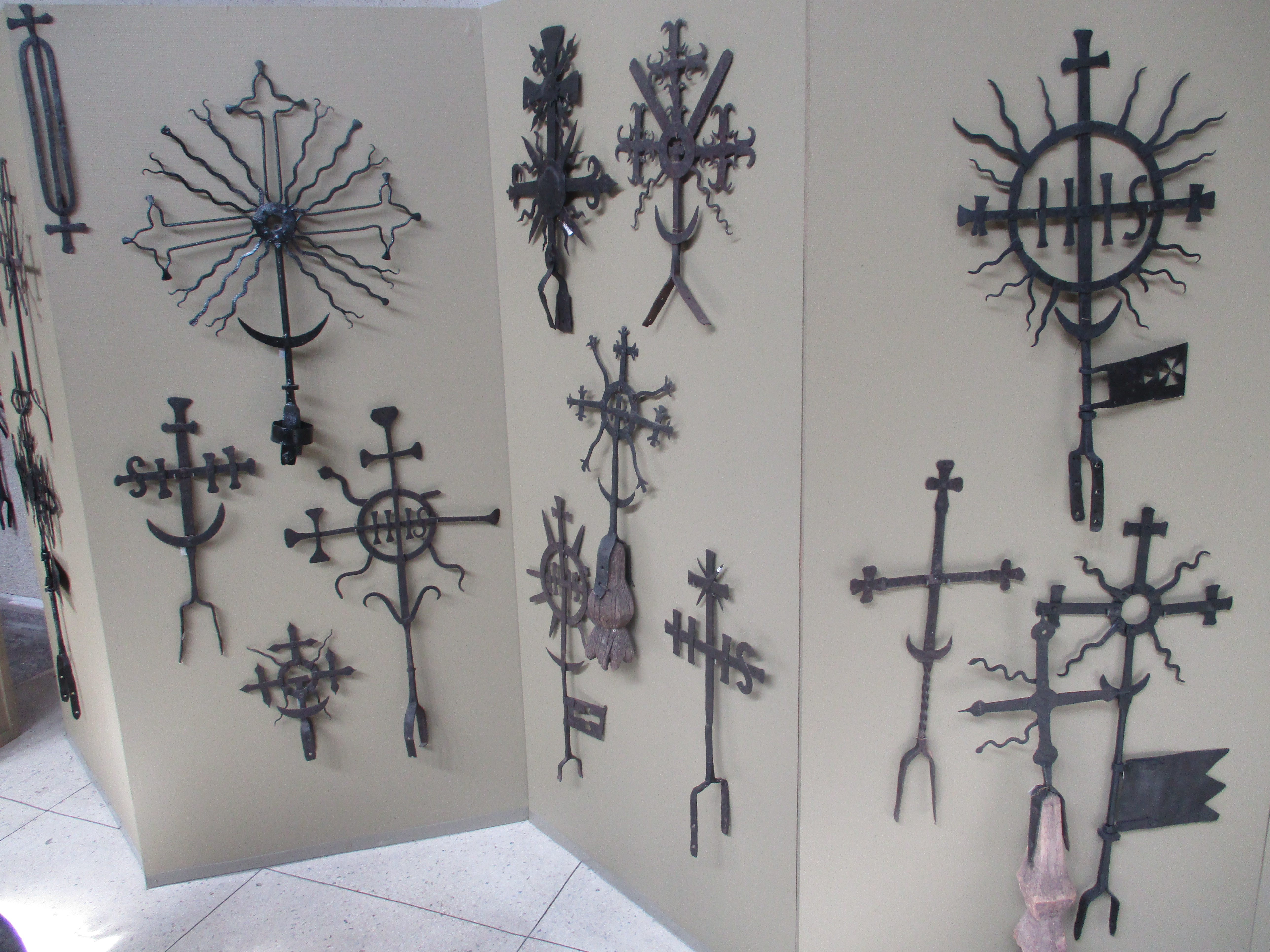